# Dominicanische Beachhandball-Nationalmannschaft der Männer
Die dominicanische Beachhandball-Nationalmannschaft der Frauen repräsentiert den dominicanischen Handball-Verband als Auswahlmannschaft auf internationaler Ebene bei Länderspielen im Beachhandball gegen Mannschaften anderer nationaler Verbände.
Eine als Unterbau fungierende Nationalmannschaft der Junioren wurde noch nicht gegründet. Das weibliche Pendant ist die dominicanische Beachhandball-Nationalmannschaft der Frauen.

## Geschichte
Es dauerte vergleichsweise lange, bis auf Dominica eine Beachhandball-Nationalmannschaft gegründet wurde. Handball ist in dem kleinen Inselstaat wenig verbreitet – Dominica ist erst seit 2011 Mitglied der Internationalen Handballföderation (IHF) –, doch wenn es gespielt wird, ist mittlerweile zumeist Beachhandball die Form der Wahl. Nachdem sich auf Druck der IHF im April 2019 die Pan-American Team Handball Federation (PATHF) auflöste und in den beiden Nachfolgeorganisationen Handballkonföderation Nordamerikas und der Karibik (NACHC beziehungsweise NORCA) und Süd- und mittelamerikanische Handballkonföderation (SCAHC beziehungsweise COSCABAL) aufging, nahm die Zahl der Teilnehmer aus der Karibik an den nun neu geschaffenen kontinentalen Meisterschaften, den Nordamerika- und Karibikmeisterschaften, stark zu. Nachdem bei den erstmals ausgetragenen Pan-Amerikanischen Meisterschaften 1998 noch Kuba die Silbermedaille gewonnen hatte, dauerte es bis zur letzten Austragung 2018, dass mit den Vertretungen von Trinidad und Tobago sowie Puerto Rico erneut Mannschaften von den Inseln der Karibik antraten. Somit debütierte auch Dominica erst 2019 auf internationaler Ebene. Bei der ersten Teilnahme verpasste die Mannschaft jedoch die Halbfinals. Auch bei der zweiten Teilnahme 2022 wurde das Halbfinale verpasst, im Platzierungsspiel um den siebten Rang setze sich die Mannschaft gegen die Mannschaft aus St. Kitts und Nevis durch.

## Teilnahmen
| World Games - 2001: keine Teilnahme - 2005: keine Teilnahme - 2009: nicht qualifiziert - 2013: nicht qualifiziert - 2017: nicht qualifiziert - 2022: nicht qualifiziert World Beach Games - 2019: nicht qualifiziert - 2023: | Weltmeisterschaften - 2001: abgesagt - 2004: nicht qualifiziert - 2006: nicht qualifiziert - 2008: nicht qualifiziert - 2010: nicht qualifiziert - 2012: nicht qualifiziert - 2014: nicht qualifiziert - 2016: nicht qualifiziert - 2018: nicht qualifiziert - 2020: qualifiziert, abgesagt - 2022: nicht qualifiziert | Pan-Amerikanische Meisterschaften - 2004: keine Teilnahme - 2008: keine Teilnahme - 2012: keine Teilnahme - 2014: keine Teilnahme - 2016: keine Teilnahme - 2018: keine Teilnahme Nordamerika- und Karibikmeisterschaften - 2019: teilgenommen - 2022: 7. Beachgames Zentralamerikas und der Karibik - 2022: nicht qualifiziert |